# Vaccinium besagiense
Vaccinium besagiense är en ljungväxtart som beskrevs av J. J. Smith. Vaccinium besagiense ingår i Blåbärssläktet, och familjen ljungväxter. Inga underarter finns listade i Catalogue of Life.